# Ланденсберг
Ланденсберг (нем. Landensberg) — община в Германии, в земле Бавария. 
Подчиняется административному округу Швабия. Входит в состав района Гюнцбург. Подчиняется управлению Хальденванг.  Население составляет 679 человек (на 31 декабря 2010 года). Занимает площадь 7,95 км².